# Zlatko Krmpotić
Pour les articles homonymes, voir Krmpotić.
Zlatko Krmpotić (né le 7 août 1958 à Belgrade en Serbie) est un footballeur serbe, défenseur de l'Étoile Rouge de Belgrade et de l'équipe de Yougoslavie dans les années 1980. Il fait partie de la sélection yougoslave lors de la Coupe du monde 1982 en Espagne.

## Biographie

### En club
Zlatko Krmpotić évolue en Yougoslavie et en Turquie. Il dispute 180 matchs en première division yougoslave avec le club de l'Étoile rouge de Belgrade, inscrivant sept buts, et 59 matchs en première division turque avec l'équipe de Gençlerbirliği, inscrivant deux buts.
Son palmarès est constitué de trois titres de champion de Yougoslavie, deux Coupes de Yougoslavie, et enfin une Coupe de Turquie.
Au sein des compétitions européennes, il dispute 13 matchs en Coupe d'Europe des clubs champions (un but), 12 en Coupe de l'UEFA, et enfin cinq en Coupe des coupes. Il atteint à deux reprises les quarts de finale de la Coupe d'Europe des clubs champions, en 1981 puis en 1982. Il atteint également la finale de la Coupe de l'UEFA en 1979, en étant battu par le Borussia Mönchengladbach.

### En équipe nationale
Avec les espoirs, il remporte le championnat d'Europe espoirs en 1978, en battant la RDA en finale.
Il reçoit huit sélections en équipe de Yougoslavie entre 1980 et 1982, sans inscrire de but.
Il joue son premier match en équipe nationale le 15 novembre 1980, contre l'Italie, lors des éliminatoires du mondial 1982 (défaite 2-0 à Turin). Il reçoit sa dernière sélection le 13 octobre 1982, contre la Norvège, lors des éliminatoires de l'Euro 1984 (défaite 3-1 à Oslo). 
En juin 1982, il participe à la Coupe du monde organisée en Espagne. Lors du mondial, il joue deux matchs, contre le pays organisateur et le Honduras.

### Carrière d'entraîneur
En juillet 2015 , il est nommé entraîneur adjoint du TP Mazembe.

## Palmarès de joueur

### En équipe nationale
- Vainqueur du championnat d'Europe espoirs en 1978

### Avec l'Étoile rouge de Belgrade
- Finaliste de la Coupe de l'UEFA en 1979
- Champion de Yougoslavie en 1980, 1981 et 1984
- Vice-champion de Yougoslavie en 1978, 1982 et 1986
- Vainqueur de la Coupe de Yougoslavie en 1982 et 1985
- Finaliste de la Coupe de Yougoslavie en 1980 et 1984

### Avec Gençlerbirliği
- Vainqueur de la Coupe de Turquie en 1987